# Либера, Антоний
Антоний Либера (пол. Antoni Libera, 19 апреля 1949, Варшава) — польский писатель, переводчик, театральный режиссёр, специалист по творчеству Сэмюэла Беккета.

## Биография и творчество
Закончил Варшавский университет. Перевёл все драматические сочинения Беккета, а также часть его поэзии и эссеистики. Выступил постановщиком ряда беккетовских драм в Польше и за рубежом, в его постановках были заняты Тадеуш Ломницкий, Збигнев Запасевич, Майя Коморовская, Анджей Северин, Адам Ференцы, Збигнев Замаховский.
Также переводил драмы Софокла (Эдип-царь), Шекспира (заново перевёл Макбета), Расина (Федра), Уайльда, стихи Горация, Гёте, Шиллера, Гёльдерлина, Кавафиса, Элиота, Йейтса, Ларкина, либретто опер Бриттена (Смерть в Венеции) и Пендерецкого (Чёрная маска, Король Убю).
Автор романа Мадам (1998), переведённого более чем на 20 языков, номинированного на несколько наград и получившего премию издательства Знак. Ему принадлежит автобиографическая книга Годо и его тень (2009).
Выпускал журнал Пульс (1988—1993), заведовал литературной частью в варшавском Театре драмы (1996—2001).
Член ПЕН-клуба, Товарищества польских писателей, общества Сэмюэла Беккета (США).

## Признание
Премия журнала Literatura na Świecie за переводы прозы Беккета (2005). Серебряная медаль «За заслуги в культуре Gloria Artis» (2010).

## Интересные факты
Станислав Баранчак в своем эссе Ономанаграммы предложил 36 анаграмм, составленных из имени и фамилии Либеры, среди которых — Inertia Balon, Nina B. Loteria и др.

## Публикации на русском языке
- Мадам. — М.: Новое литературное обозрение, 2004
- Два эссе